# Live in Japan (Queen)
«Live in Japan» — концертное видео английской рок-группы Queen, вышло в 1983 году на VHS только в Японии. На нём показан концерт группы со стадиона «Seibu Dome».

## Список композиций
1. «Flash» (Брайан Мэй)
2. «The Hero» (Мэй)
3. «Now I'm Here» (Мэй)
4. «Put Out the Fire» (Мэй)
5. «Dragon Attack» (Мэй)
6. «Now I’m Here» (реприза) (Мэй)
7. «Love of My Life» (Фредди Меркьюри)
8. «Save Me» (Мэй)
9. Гитарное соло (Мэй)
10. «Under Pressure» (Queen и Дэвид Боуи)
11. «Crazy Little Thing Called Love» (Меркьюри)
12. «Bohemian Rhapsody» (Меркьюри)
13. «Tie Your Mother Down» (Мэй)
14. «Teo Torriatte (Let Us Cling Together)» (Мэй)
15. «We Will Rock You» (Мэй)
16. «We Are the Champions» (Меркьюри)
17. «God Save the Queen» (аранж. Мэя)

## Информация о песнях
- Композиции «Flash», «The Hero», «Now I'm Here», «Put Out the Fire», «Dragon Attack», «Now I’m Here» (реприза), «Crazy Little Thing Called Love» и «Teo Torriatte (Let Us Cling Together)» позже были выпущены на DVD «Queen on Fire — Live at the Bowl».
- Перед исполнением песен «Now I’m Here» и «Under Pressure» показывается как подготавливался концерт.
- Перед «Now I’m Here» Брайан Мэй играл небольшое гитарное вступление.
- Перед песнями «Save Me» и «Bohemian Rhapsody» игралось короткое вступление на клавишных, в первом случае играл Мэй, во втором Фредди Меркьюри.
- В конце гитарного соло Роджер Тейлор немного подыгрывал на ударных.